# كارل ميسيرلي
كارل ميسيرلي هو لاعب كرة قدم سويسري، ولد في 3 مارس 1947 في سويسرا.